# كينيث هام
كينيث تود هام (بالإنجليزية: Kenneth todd Ham)‏ (و. 1964م) هو ضابط، متقاعد ورائد فضاء، وطيار اختبار من الولايات المتحدة الأمريكية . ولد في بلينفيلد بنيوجيرزي . تم اختياره من طرف وكالة ناسا في برنامج رواد الفضاء في غشت 1998 لخلفيته كطيار محترف للمقاتلة الجوية إف/إيه-18إي/إف سوبر هورنت.

## ريادة الفضاء
شارك في المهمات الفضائية:
- إس.تي.إس-124
- إس.تي.إس-132

## التعليم
تعلم في مدرسة آرثر جونسون الثانوية.

## الخدمة العسكرية
خدم في بحرية الولايات المتحدة.